# Atenor
Atenor (mirandesisch: Atanor) ist ein Ort und eine ehemalige Gemeinde im Nordosten Portugals.

## Geschichte
Höhlengräber und andere Funde belegen eine vorgeschichtliche Besiedlung mindestens seit der Bronzezeit, insbesondere die Abrigos, meist Schieferhöhlen, namentlich Abrigo das Aguçadeiras, Abrigo das Fragas da Lapa, Abrigo de Vale de Espinheiros und Abrigo do Vale de Palheiros.
Die heutige Ortschaft entstand vermutlich im Zuge der Siedlungspolitik während der mittelalterlichen Reconquista.
Atenor gehörte Anfang des 18. Jahrhunderts zur Gemeinde Travanca. Es wurde danach eine eigenständige Gemeinde, bis zur Gebietsreform 2013, als die Gemeinde Atenor aufgelöst und mit Sendim zusammengelegt wurde.

## Verwaltung
Atenor war Sitz einer gleichnamigen Gemeinde (Freguesia) im Kreis (Concelho) von Miranda do Douro. Die Gemeinde hatte 121 Einwohner und eine Fläche von 20,45 km² (Stand 30. Juni 2011).
In der ehemaligen Gemeinde liegen zwei Ortschaften:
- Atenor
- Teixeira

Mit der Gebietsreform vom 29. September 2013 wurden die Gemeinden Atenor und Sendim zur neuen Gemeinde União das Freguesias de Sendim e Atenor zusammengeschlossen.